# Mallacoota balara
Mallacoota balara is een vlokreeftensoort uit de familie van de Maeridae. De wetenschappelijke naam van de soort is voor het eerst geldig gepubliceerd in 1983 door Berents.